# Chevregny
Chevregny est une commune française située dans le département de l'Aisne en région Hauts-de-France.

## Géographie

### Hydrographie
La commune est située dans le bassin Seine-Normandie. Elle est drainée par le canal de l'Oise à l'Aisne, l'Ailette, la rigole d'alimentation de l'Ailette, le cours d'eau 01 de la commune de Chevregny, le fossé de la Fosse aux Loups et le fossé du Moulin Rouge,,.
Le canal de l'Oise à l'Aisne est un canal à bief de partage au gabarit Freycinet reliant les vallées de l'Oise et de l'Aisne. Il relie les communes d'Abbécourt et de Bourg-et-Comin en passant sous le tristement célèbre « Chemin des Dames ».
L'Ailette, d'une longueur de 59 km, prend sa source dans la commune de Sainte-Croix et se jette  dans l'Oise (rive gauche) à Quierzy, après avoir traversé 36 communes. Les caractéristiques hydrologiques de l'Ailette sont données par la station hydrologique située sur la commune de Colligis-Crandelain. Le débit moyen mensuel est de 0,459 m3/s. Le débit moyen journalier maximum est de 3,44 m3/s, atteint lors de la crue du 24 décembre 1993. Le débit instantané maximal est quant à lui de 4,42 m3/s, atteint le 12 janvier 1993.

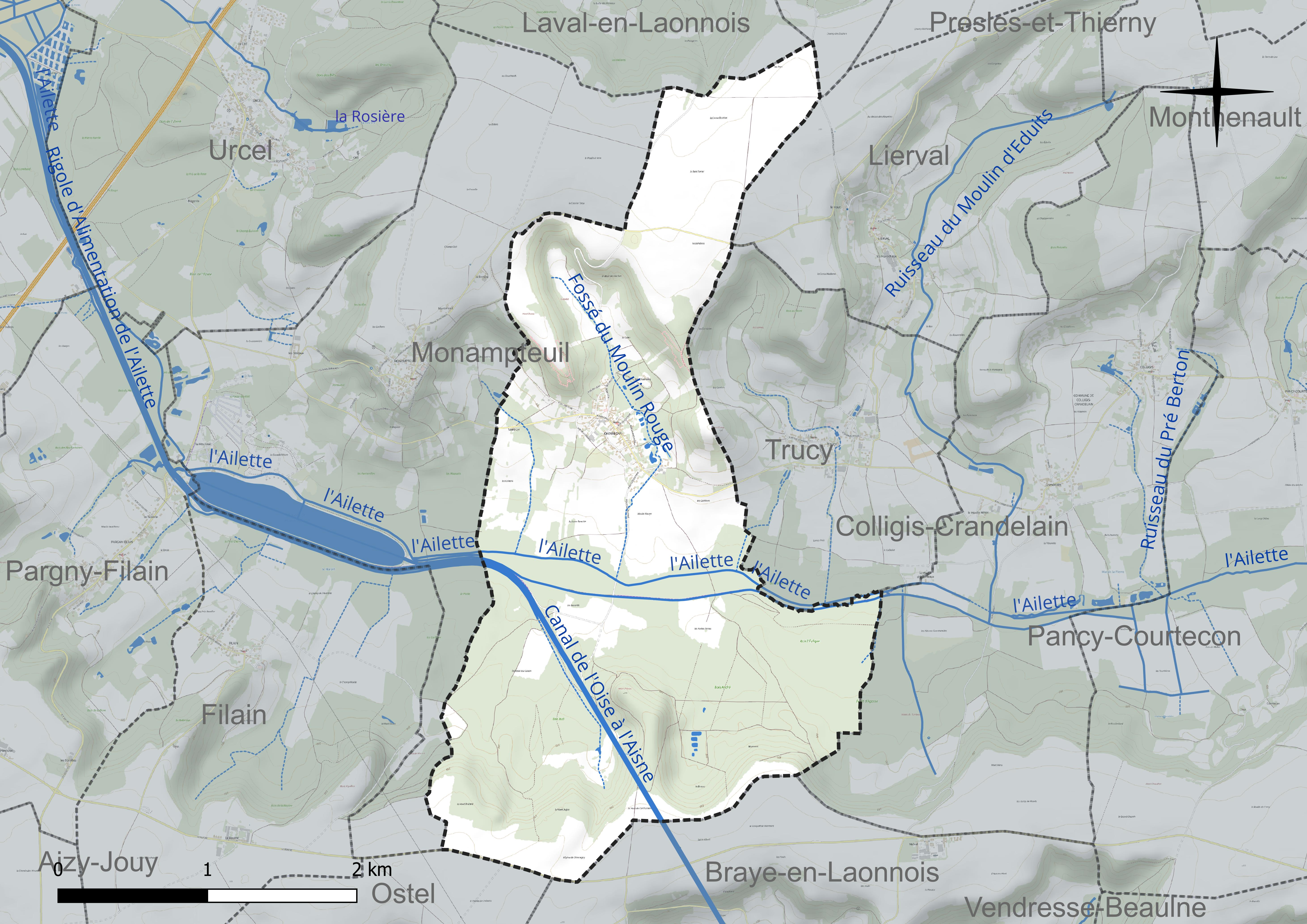
Réseau hydrographique de Chevregny.

### Climat
Pour des articles plus généraux, voir Climat des Hauts-de-France et Climat de l'Aisne.
En 2010, le climat de la commune est de type climat océanique dégradé des plaines du Centre et du Nord, selon une étude du CNRS s'appuyant sur une série de données couvrant la période 1971-2000. En 2020, Météo-France publie une typologie des climats de la France métropolitaine dans laquelle la commune est exposée à un climat océanique altéré et est dans la région climatique Nord-est du bassin Parisien, caractérisée par un ensoleillement médiocre, une pluviométrie moyenne régulièrement répartie au cours de l'année et un hiver froid (3 °C).
Pour la période 1971-2000, la température annuelle moyenne est de 10,3 °C, avec  une amplitude thermique annuelle de 15 °C. Le cumul annuel moyen de précipitations est de 727 mm, avec 12,6 jours de précipitations en janvier et 9 jours en juillet. Pour la période 1991-2020 la température moyenne annuelle observée sur la station météorologique la plus proche, située sur la commune de Martigny-Courpierre à 7 km à vol d'oiseau, est de 10,7 °C et le cumul annuel moyen de précipitations est de 734,4 mm,. Pour l'avenir, les paramètres climatiques de la commune estimés pour 2050 selon différents scénarios d'émission de gaz à effet de serre sont consultables sur un site dédié publié par Météo-France en novembre 2022.

## Urbanisme

### Typologie
Au 1er janvier 2024, Chevregny est catégorisée commune rurale à habitat dispersé, selon la nouvelle grille communale de densité à 7 niveaux définie par l'Insee en 2022.
Elle est située hors unité urbaine. Par ailleurs la commune fait partie de l'aire d'attraction de Laon, dont elle est une commune de la couronne,. Cette aire, qui regroupe 106 communes, est catégorisée dans les aires de 50 000 à moins de 200 000 habitants,.

### Occupation des sols
L'occupation des sols de la commune, telle qu'elle ressort de la base de données européenne d'occupation biophysique des sols Corine Land Cover (CLC), est marquée par l'importance des forêts et milieux semi-naturels (56,6 % en 2018), une proportion sensiblement équivalente à celle de 1990 (57,1 %). La répartition détaillée en 2018 est la suivante : 
forêts (56,6 %), terres arables (33,3 %), zones agricoles hétérogènes (3,9 %), prairies (3,3 %), zones urbanisées (2,9 %).
L'évolution de l'occupation des sols de la commune et de ses infrastructures peut être observée sur les différentes représentations cartographiques du territoire : la carte de Cassini (XVIIIe siècle), la carte d'état-major (1820-1866) et les cartes ou photos aériennes de l'IGN pour la période actuelle (1950 à aujourd'hui).

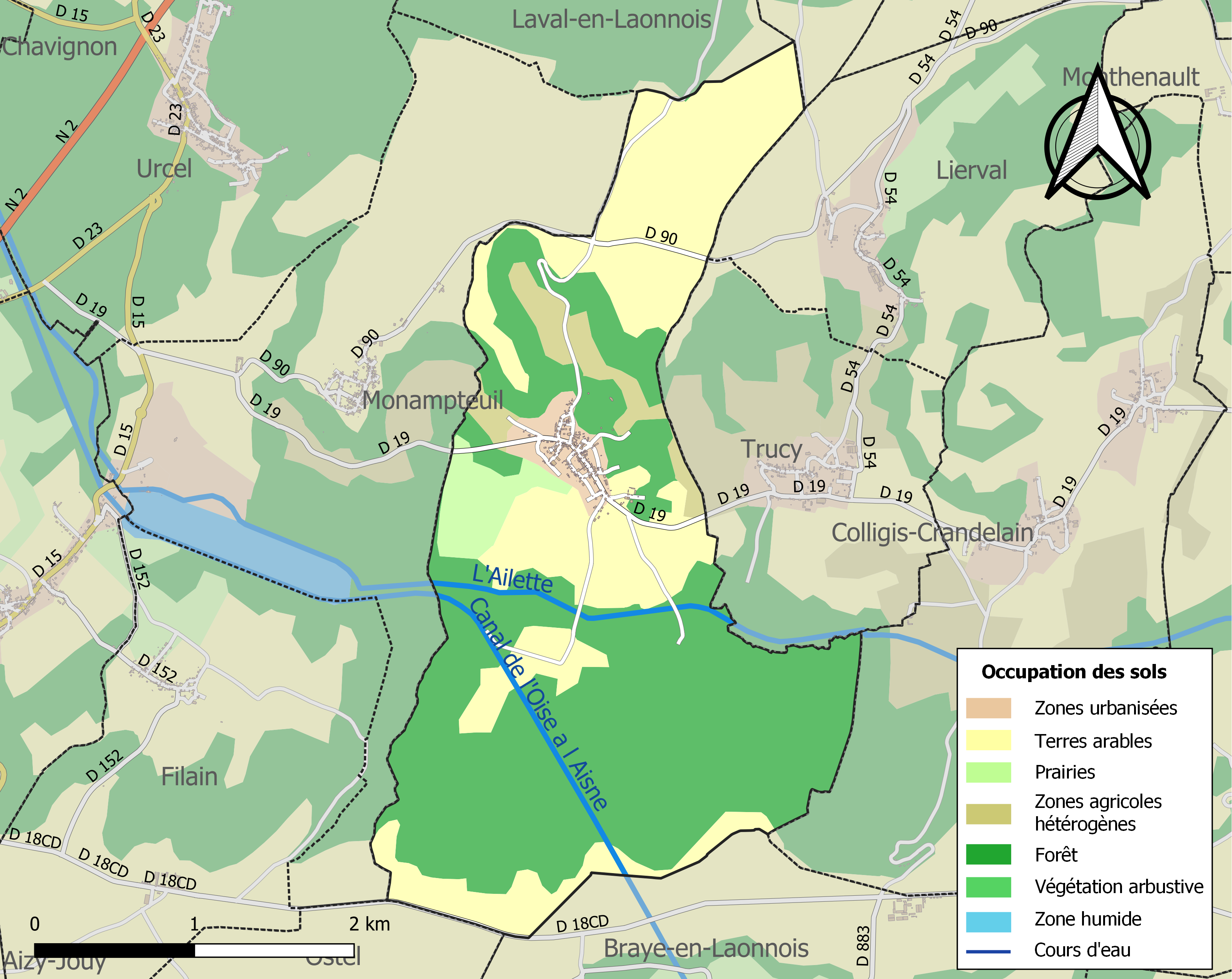
Carte des infrastructures et de l'occupation des sols de la commune en 2018 (CLC).

## Toponymie
Le nom de la localité est attesté sous les formes Capriniacum (893) ; Chivrigniacum (1174) ; Capriniacus (1176) ; Chievreni (1227) ; Chievrigni-in-Laudunesio (1229) ; Chevrigni (1243) ; Chievreigni (1250) ; Chevreniacus (1258) ; Chievrigniacum (1259) ; Caprigniacum (1261) ; Chievregni (1265) ; Chevriniacum (1287) ; Caprinniacus (1296) ; Chievringni, Chivringni (XIIIe siècle) ; In territorio de Chievrigni (1300) ; Chievregny (1405) ; Chevregnys (1568) ; Chivregny.

## Politique et administration

### Découpage territorial
La commune de Chevregny est membre de la communauté de communes du Chemin des Dames, un établissement public de coopération intercommunale (EPCI) à fiscalité propre créé le 29 décembre 1995 dont le siège est à Craonne. Ce dernier est par ailleurs membre d'autres groupements intercommunaux.
Sur le plan administratif, elle est rattachée à l'arrondissement de Laon, au département de l'Aisne et à la région Hauts-de-France. Sur le plan électoral, elle dépend du canton de Villeneuve-sur-Aisne pour l'élection des conseillers départementaux, depuis le redécoupage cantonal de 2014 entré en vigueur en 2015, et de la première circonscription de l'Aisne  pour les élections législatives, depuis le dernier découpage électoral de 2010.

### Administration municipale
| Période                                  | Période                       | Identité           | Étiquette | Qualité                                 |
| ---------------------------------------- | ----------------------------- | ------------------ | --------- | --------------------------------------- |
| Les données manquantes sont à compléter. |                               |                    |           |                                         |
| avant 1878                               | après 1879                    | Fleury             |           |                                         |
| Les données manquantes sont à compléter. |                               |                    |           |                                         |
| 1888                                     | 1896                          | Henri Cherrier     |           | Châtelain                               |
| Les données manquantes sont à compléter. |                               |                    |           |                                         |
| avant 1988                               | ?                             | Simone Baquet      |           |                                         |
| mars 2001                                | mars 2008                     | André Pailler      |           |                                         |
| mars 2008                                | mai 2020                      | Jean-Claude Michel | DVD       | Retraité Réélu pour le mandat 2014-2020 |
| mai 2020                                 | juillet 2022 (Démission)      | Anne-Marie Vraine  |           |                                         |
| juillet 2022                             | En cours (au 12 juillet 2020) | Élisabeth Deligny  |           |                                         |

## Démographie
L'évolution du nombre d'habitants est connue à travers les recensements de la population effectués dans la commune depuis 1793. Pour les communes de moins de 10 000 habitants, une enquête de recensement portant sur toute la population est réalisée tous les cinq ans, les populations de référence des années intermédiaires étant quant à elles estimées par interpolation ou extrapolation. Pour la commune, le premier recensement exhaustif entrant dans le cadre du nouveau dispositif a été réalisé en 2008.

En 2022, la commune comptait 191 habitants, en évolution de +0,53 % par rapport à 2016 (Aisne : −1,97 %, France hors Mayotte : +2,11 %).
| 1793 | 1800 | 1806 | 1821 | 1831 | 1836 | 1841 | 1846 | 1851 |
| ---- | ---- | ---- | ---- | ---- | ---- | ---- | ---- | ---- |
| 588  | 709  | 717  | 669  | 746  | 754  | 800  | 790  | 777  |

| 1856 | 1861 | 1866 | 1872 | 1876 | 1881 | 1886 | 1891 | 1896 |
| ---- | ---- | ---- | ---- | ---- | ---- | ---- | ---- | ---- |
| 694  | 642  | 621  | 572  | 542  | 755  | 718  | 503  | 480  |

| 1901 | 1906 | 1911 | 1921 | 1926 | 1931 | 1936 | 1946 | 1954 |
| ---- | ---- | ---- | ---- | ---- | ---- | ---- | ---- | ---- |
| 471  | 465  | 461  | 197  | 298  | 279  | 231  | 210  | 226  |

| 1962 | 1968 | 1975 | 1982 | 1990 | 1999 | 2006 | 2008 | 2013 |
| ---- | ---- | ---- | ---- | ---- | ---- | ---- | ---- | ---- |
| 194  | 176  | 164  | 147  | 178  | 196  | 195  | 195  | 196  |

| 2018 | 2022 | - | - | - | - | - | - | - |
| ---- | ---- | - | - | - | - | - | - | - |
| 185  | 191  | - | - | - | - | - | - | - |

## Culture locale et patrimoine

### Lieux et monuments

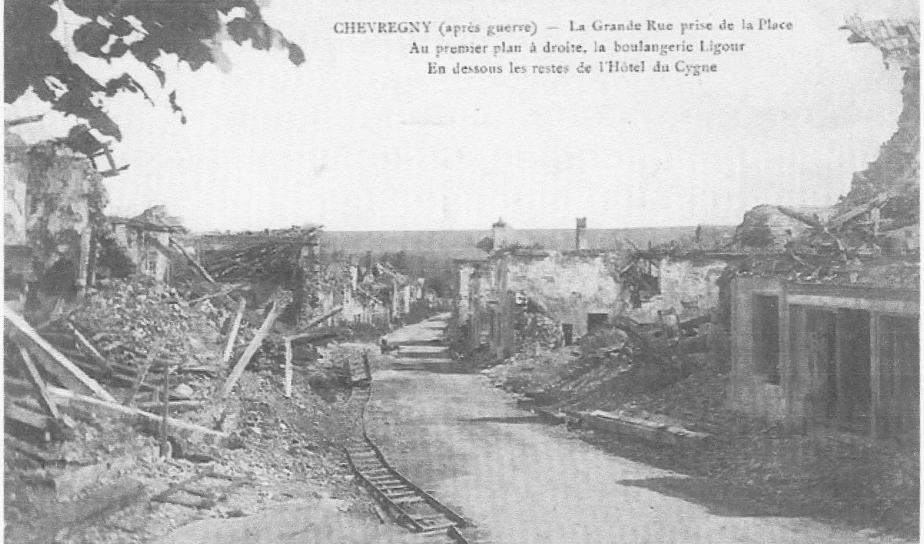
La ville de Chevregny rasée lors de l'offensive du Chemin des Dames.

Située sur le Chemin des Dames, Chevregny a vu l'intégralité de son patrimoine détruit lors de l'offensive de 1917.
- Église Saint-Médard.

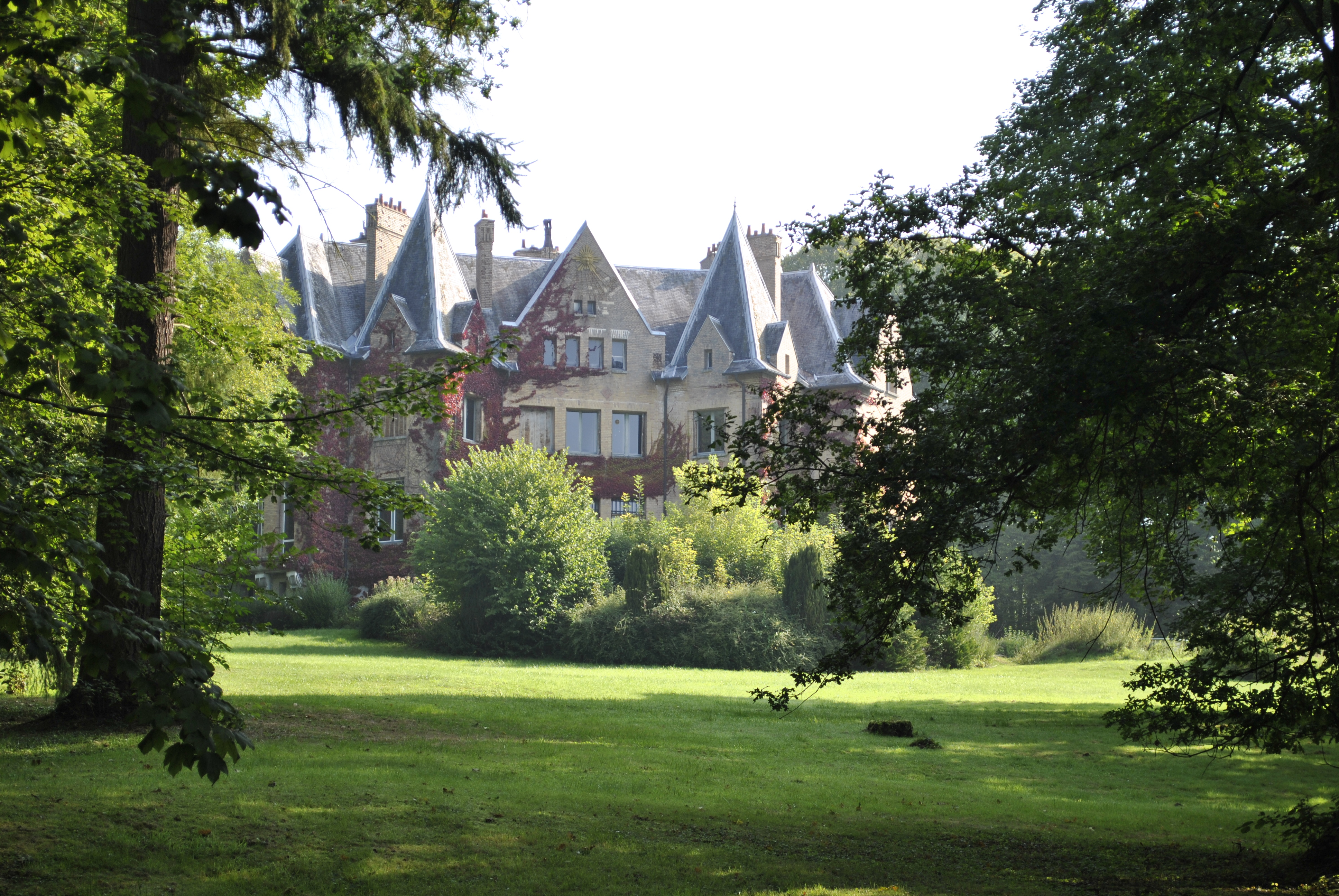
Le nouveau château des Chaînées construit par Paul Robine (1872-1934). Façade principale sud-ouest.

- château des Chaînées : le principal élément patrimonial de la commune était l'ancien château des Chaînées (dit château de Chevregny), détruit lors de l'offensive Nivelle d'avril-juin 1917. Il a été reconstruit 300 mètres plus haut, à flanc de coteau par l'architecte Paul Robine (1872-1934) dans un style proche des mouvements Arts & Crafts et Art Déco. Les plans ont été établis entre 1924 et 1927[30] et font preuve à la fois d'une réelle complexité et d'une obsession pour la géométrie : hexagones, cercles et triangles organisent l'agencement des pièces. Le parc, entièrement recomposé après-guerre a été réduit à une superficie d'un peu moins de cinq hectares. En 2018[31], la Fondation du Patrimoine labellise les travaux de préservation de la toiture. L'association Vieilles Maisons Françaises lui décerne en 2019[32] son label VMF Patrimoine Historique. En 2020, VMF et le cabinet Arcas lui décernent son prix "Patrimoine du XXe siècle"[33]. Enfin, en 2021, le château et son parc sont inscrits aux Monuments Historiques en tant que "témoignage d'une architecture singulière et moderniste, tant par ses volumes que par son plan, inspirée à la fois de l'art déco et du style Arts & Crafts".[34] L'ancienne maison de gardien a été reconvertie en gîte de tourisme[35].
- Musée départemental de l'École Publique

### Héraldique
| Blason de Chevregny | Blason  | .Coupé mi-parti en chef avec au 1) de gueules à la croix de Malte d'argent, au 2) de sable à l'aigle d'or, au 3 d'azur à une chèvre d'or, accornée et onglée de gueules. |
| Blason de Chevregny | Détails | Créé par Ph. Fraine. Adopté le 21 nov. 2024. |

## Pour approfondir